# لويس أنطونيو غارسيا نافارو
لويس أنطونيو غارسيا نافارو (بالإسبانية: Luis Antonio García Navarro) هو مدير موسيقي إسباني، ولد في 30 أبريل 1941 في Chiva, Spain ‏ في إسبانيا، وتوفي في 10 أكتوبر 2001 في مدريد في إسبانيا.

## وصلات خارجية
- لويس غارسيا على موقع IMDb (الإنجليزية)
- لويس غارسيا على موقع ميوزك برينز (الإنجليزية)
- لويس غارسيا على موقع أول ميوزيك (الإنجليزية)
- لويس غارسيا على موقع ديسكوغز (الإنجليزية)
- لويس غارسيا على موقع قاعدة بيانات الفيلم (الإنجليزية)